# Le Signal dans la nuit
Pour les articles homonymes, voir The Man in the Saddle.
Pour plus de détails, voir Fiche technique et Distribution.
Le Signal dans la nuit (titre original : The Man in the Saddle) est un film muet américain réalisé par Lynn Reynolds et Clifford Smith, sorti en 1926.

## Fiche technique
- Titre : Le Signal dans la nuit
- Titre original : The Man in the Saddle
- Réalisation : Lynn Reynolds et Clifford Smith
- Scénario : Charles Logue
- Photographie : Edward Linden
- Montage :
- Producteur : Carl Laemmle
- Société de production :  Universal Film Manufacturing Company
- Société de distribution :  Universal Film Manufacturing Company
- Pays d'origine :  États-Unis
- Langue : film muet avec les intertitres en anglais
- Métrage : 1 675 m (6 bobines)
- Format : Noir et blanc — 35 mm — 1,33:1 — Muet
- Genre : Film d'aventure, Film d'action, Western
- Durée : 60 minutes
- Dates de sortie : 
  - États-Unis : 11 juillet 1926
  - Royaume-Uni : 10 septembre 1926

## Distribution
- Hoot Gibson : Jeff Morgan Jr

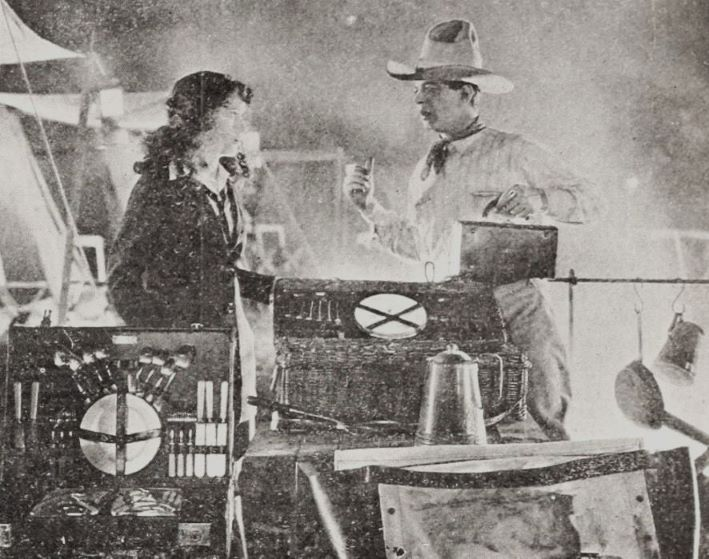
Fay Wray et Hoot Gibson.

- Charles Hill Mailes : Jeff Morgan Sr
- Clark Comstock : Pete
- Fay Wray : Pauline Stewart
- Sally Long : Laura Mayhew
- Emmett King : Yom Dyresty
- Lloyd Whitlock : Lawrence
- Duke R. Lee : Snell
- Yorke Sherwood : le banquier
- William J. Dyer (en) : le shérif
- Janet Gaynor : la femme douteuse (non crédité)
- Boris Karloff : le voleur (non crédité)